# Anoplodactylus derjugini
Anoplodactylus derjugini är en havsspindelart som först beskrevs av Losina-Losinsky, L.K. 1929.  Anoplodactylus derjugini ingår i släktet Anoplodactylus och familjen Phoxichilidiidae. Inga underarter finns listade i Catalogue of Life.